# Abelardo L. Rodríguez (Chiapas)
Abelardo L. Rodríguez es una localidad del estado mexicano de Chiapas. Es parte del municipio de Comitán de Domínguez.

## Toponimia
El nombre de la localidad rinde homenaje a Abelardo L. Rodríguez, presidente de México de 1932 a 1934.

## Demografía
| Gráfica de evolución demográfica |
|                                  |

| Censo | Población |
| ----- | --------- |
| 1910  | 224       |
| 1921  | 151       |
| 1930  | 134       |
| 1940  | 105       |
| 1950  | 167       |
| 1960  | 288       |
| 1970  | 373       |
| 1980  | 441       |
| 1990  | 683       |
| 2000  | 748       |
| 2010  | 855       |
| 2020  | 1 010     |